# Giuseppe Sogni
Giuseppe Sogni (Robbiano, 18 maggio 1795 – Milano, 11 agosto 1874) è stato un pittore italiano.

## Biografia

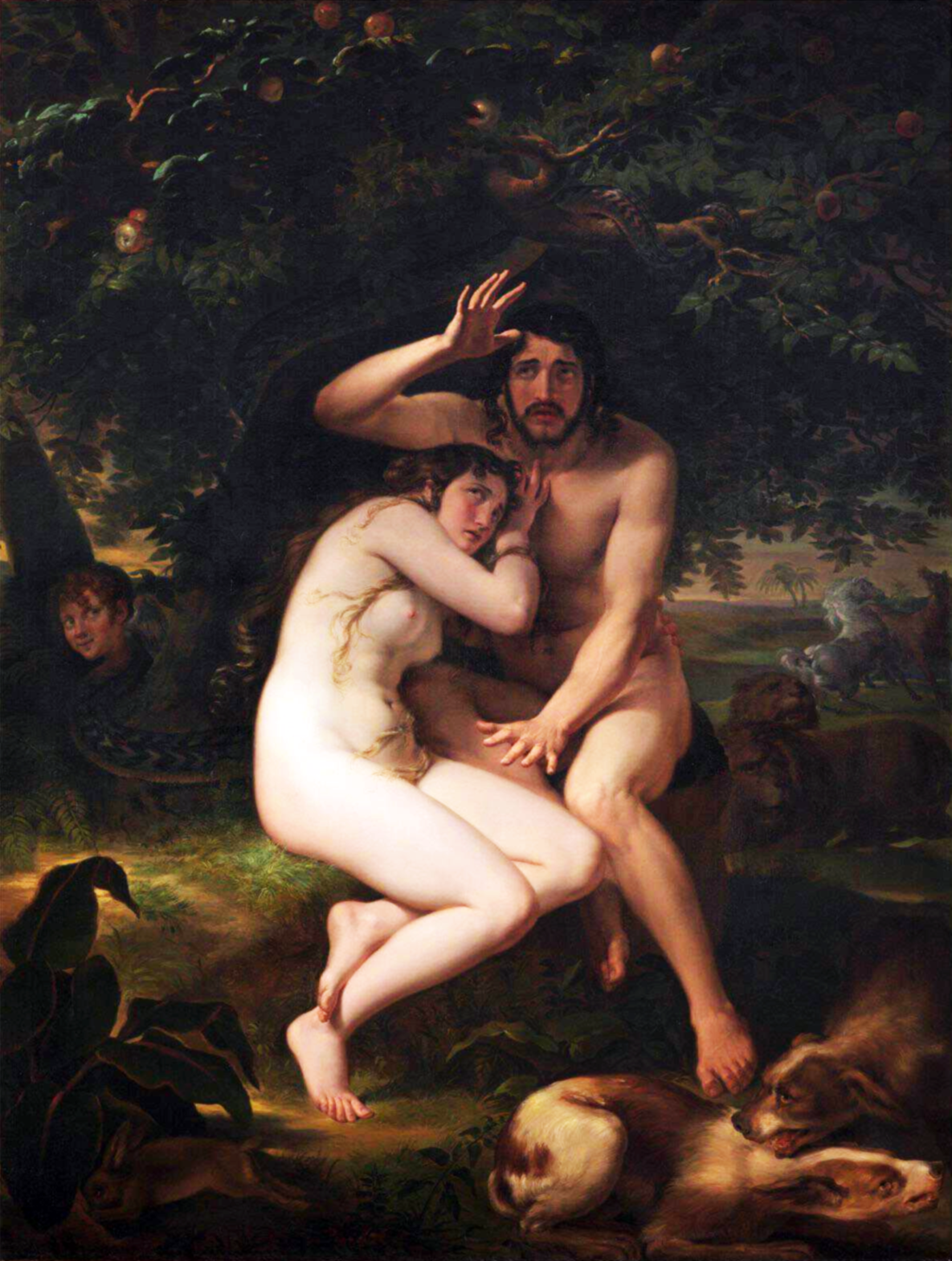
Adamo ed Eva

Iniziò a studiare scultura con Vincenzo Pacetti, ma scelse successivamente di intraprendere la carriera di pittore. Dal 1832 al 1836 fu allievo di Luigi Sabatelli all'Accademia di Brera. Dipinse grandi tele storiche e ritratti. Divenne prima professore di pittura a Bologna, poi professore di figure (fisiognomica) all'Accademia di Milano, ove ebbe come allievi Raffaele Casnedi e Angelo Ribossi. Contribuì all'incisione di tavole di anatomia di Giacomo Bossi. Dipinse il soffitto della sala della Società del Giardino di Milano, affrescò la chiesa di Santa Chiara a Busnago, e la chiesa di San Pietro a Novara.
Si pensionò dall'Accademia nel 1861.